# Hylyphantes tanikawai
Hylyphantes tanikawai là một loài nhện trong họ Linyphiidae.
Loài này thuộc chi Hylyphantes. Hylyphantes tanikawai được Hirotsugu Ono & Kendo Saito miêu tả năm 2001.